# Hirvijärvi (sjö i Karstula, Mellersta Finland)
Hirvijärvi är en sjö i kommunen Karstula i landskapet Mellersta Finland i Finland. Sjön ligger 164,3 meter över havet. Den är 6,9 meter djup. Arean är 1,03 kvadratkilometer och strandlinjen är 8,67 kilometer lång. Sjön  ingår i Kymmene älvs huvudavrinningsområde.   Den ligger omkring 79 kilometer norr om Jyväskylä och omkring 300 kilometer norr om Helsingfors. 